# US Saint-Malo
Union Sportive Saint-Malo este un club de fotbal din orașul Saint-Malo, în regiunea Bretania, situată în Vestul Franței. Echipa joacă în prezent în campionatul diviziei a patra numită Championnat National 2, este al patrulea nivel al ligii franceze de fotbal. Saint-Malo își dispută meciurile de acasă pe stadionul Marville, stadion ce aparține aceluiași oraș.